# Mesoleptus retractus
Mesoleptus retractus là một loài tò vò trong họ Ichneumonidae.